# Köttätande växter

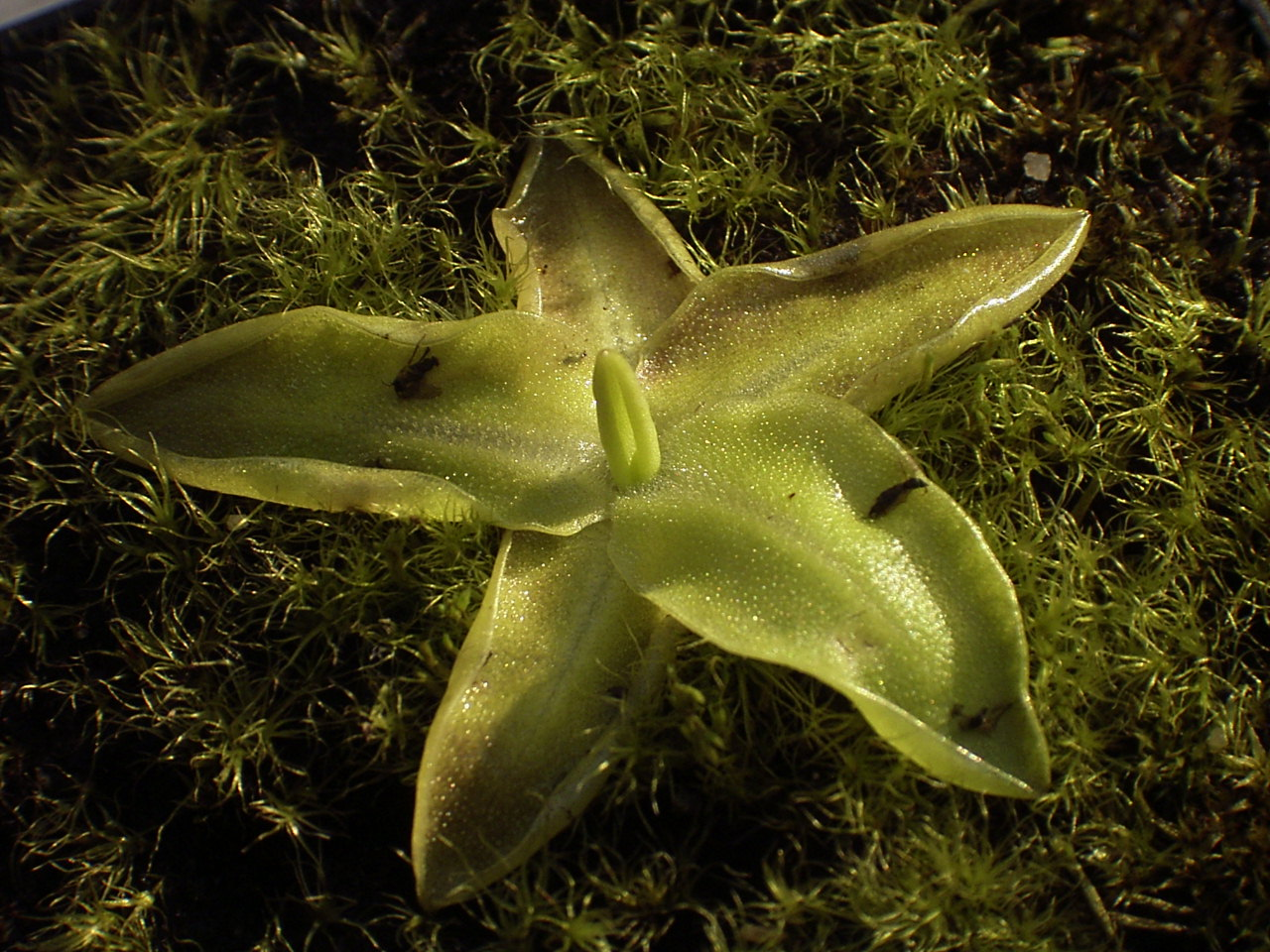
Tätört (Pinguicula vulgaris)

Köttätande växter, eller insektsätande växter (insektivorer), är de växtarter som får tillskott av kväve och fosfor genom att fånga insekter eller andra små vattendjur som kräftdjur, grodor och fiskar och sedan lösa upp dem med proteinlösande enzymer eller med hjälp av bakterier. Sådana växter kallas karnivora. Det finns cirka 500 arter av köttätande fröväxter inom ett flertal växtfamiljer som inte utgör någon naturlig systematisk grupp. I Sverige förekommer arter som tillhör familjerna flugtrumpetväxter, sileshårsväxter och tätörtsväxter. Gemensamt för dessa arter är att de växer i kvävefattiga, fuktiga miljöer (eller är helt vattenlevande som hos bläddrorna.)
Smådjuren fångas på olika sätt. Några växter är besatta med slemavsöndrande glandelhår, på vilka djuren fastnar, varefter bladen långsamt omsluter dem. Andra har liknande fånghår, men deras blad sluter sig inte. Bladen av några arter sluter sig plötsligt vid beröring av insidan. På några köttätande växter finns håligheter, i vilka djuren fångas. Andra arter avsöndrar ett slags honung, som lockar insekterna till bladen. Ett släkte har blad med blåsor, vilkas öppning är täckt med en klaff, som vid ett svagt tryck öppnar sig inåt, men sedan trycket upphört åter tillsluter blåsan.
Växterna får så tillskott av kväve, fosfor och svavel.

## Köttätande växter i Sverige
- blekbläddra (Utricularia ochroleuca)
- dvärgbläddra (Utricularia minor)
- dybläddra (Utricularia intermedia)
- sumpbläddra (Utricularia stygia)
- sydbläddra (Utricularia australis)
- vattenbläddra (Utricularia vulgaris)

- dvärgtätört (Pinguicula villosa)
- fjälltätört (Pinguicula alpina)
- tätört (Pinguicula vulgaris)

- rundsileshår (Drosera rotundifolia)
- småsileshår (Drosera intermedia)
- storsileshår (Drosera anglica)

## Köttätande växter i övriga världen
- kannrankor (Nepenthes)
- venus flugfälla (Dionaea muscipula)
- flugtrumpet (Sarracenia purpurea)